# Chillicothe, Ohio
Chillicothe [ˌtʃɪlɨˈkɒθiː] är administrativ huvudort i Ross County i delstaten Ohio. Chillicothe hade 22 059 invånare enligt 2020 års folkräkning. I två omgångar var Chillicothe Ohios huvudstad: direkt efter delstatens grundande 1803–1810 och på nytt 1812–1816. Zanesville var huvudstad 1810–1812 och 1816 flyttades huvudstaden till Columbus.

## Kända personer från Chillicothe
- Lucy Ware Webb Hayes, presidentfru